# 卡伦·安德鲁斯
卡伦·莱斯利·安德鲁斯（英文：Karen Lesley Andrews，1960年8月23日—），澳大利亚女性政治人物，为自由党籍。其出生于昆士兰州汤斯维尔，毕业于昆士兰科技大学机械工程专业。2010年8月当选为澳洲国会议员，曾在内阁担任科学事务部长助理、职业教育与培训部长助理、工业与科技部及内政部长等职务。